# 深圳公交M240路

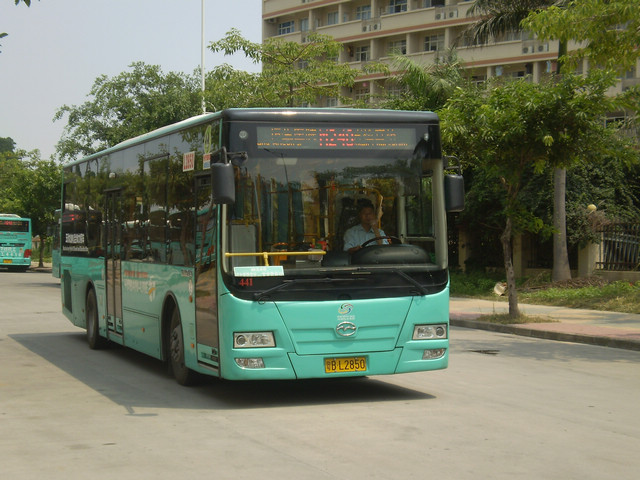
深圳公交M240路五洲龙客车FDG6111HEVG2（二级踏步）

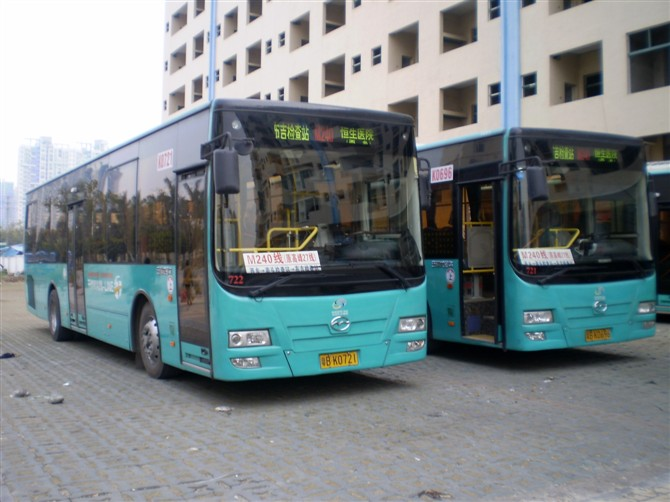
深圳公交M240路五洲龙客车FDG6111HEVG2（三级踏步版）.jpg

深圳公交M240路，是往来草埔地铁站和西乡三围码头总站的干线公交，由深圳巴士集团股份有限公司营运。

## 线路简介
- 深圳公交M240路由深圳巴士集团股份有限公司营运。
- 该线路走向为草埔地铁站至恒生医院，延长至西乡三围码头，全长40公里，配车45台车，车型为宇通客车ZK6120HG、比亚迪客车CK6120LGEV1、五洲龙客车FDG6111HEVG和五洲龙FDG6111HEVG2空调巴士，全程行驶时间为80-100分钟。
- 服务时间：6:30-21:00。
- 班次间隔：10分钟（平峰期）8分钟（高峰期）

## 途经站点
- 往三围码头方向：草埔地铁站 - 布吉农贸市场 - 红岗花园 - 宝安北路口 - 泥岗村 - 银湖汽车站 - 华茂苑 - 莲花北 - 福田中医院 - 香梅北 - 深云村 - 北环桃源天桥 - 高发科技园 - 北环龙井天桥 - 大沙河公园 - 北环铜鼓天桥 - 清华信息港 - 海能达大厦 - 北环朗山二号路口 - 方鼎华庭 - 深南北环立交 - 宝安万佳 - 西乡路口 - 西乡人民医院 - 西乡立交 - 新安市场 - 大益广场 - 西乡客运站 - 银田工业区 - 华万工业园 - 联升购物广场 - 固戍地铁站 - 华丰第一工业园 - 西乡三围码头 (34站)

- 往草埔地铁站方向：西乡三围码头 - 西乡奋达科技 - 固戍地铁站 - 联升购物广场 - 华万工业园 - 银田工业区 - 西乡客运站 - 大益广场 - 新安市场 - 西乡立交 - 西乡人民医院 - 西乡路口 - 宝安交通运输局 - 宝安万佳 - 深南北环立交 - 方鼎华庭 - 北环朗山二号路口 - 海能达大厦 - 清华信息港 - 北环铜鼓天桥 - 大沙河公园 - 北环龙井天桥 - 高发科技园 - 北环桃源天桥 - 香梅北 - 深圳石油大厦 - 福田中医院 - 莲花北 - 彩田村北 - 银湖汽车站 - 泥岗村① - 宝安北路口 - 红岗花园 - 独树村② - 草埔地铁站 (35站)

## 历史
- 高峰专线27于2010年5月24日开通，以深圳巴士集团当时新购入的五洲龙客车FDG6111HEVG2和原来223路的五洲龙客车FDG6111HEVG和宇通客车ZK6120HG运营，配车一共15辆。开线时线路号为高峰专线27，仅在早晚高峰双向运营，每15-20分一班。在非运营时间，部分车辆停放在南头总站。[1]
- 高峰专线27于2010年8月8日转为全日服务，线路号由高峰专线27换成M240。并增加车辆至31辆。[2]
- 2011年深圳巴士集团新购入7部五洲龙客车FDG6111HEVG2（二级踏步）于M240路，以缓解M240路高峰期乘坐压力，至此M240的现配车38辆。
- 2011年7月，深圳巴士集团公汽分公司由于发现五洲龙混合动力车有电池及大梁开裂问题，遂M240路的所有五洲龙混合动力必须停驶检查，M240路只能从52路、60路等线路调来宇通客车ZK6120HG来维持运营，以缓解混动停驶之后M240路的压力。
- 2011年8月，M240路的五洲龙混合动力车检查合格后继续营运，之前的大部分ZK6120HG均回到原所属线路营运，并加未知数量的二级踏步版本的FDG6111HEVG2，用车数量增至45辆。
- 2011年11月，北环大道改造工程新增的公交车站启用，M240线同步加站，全程站点（双向）由23个站点增至30个站点深云村，北环桃源天桥等（包括首末站）。
- 2012年3月6日起，由于恒生医院要收回深圳巴士集团的在恒生医院的总站，深圳公交M240路的西乡恒生医院端总站搬迁延长至西乡三围码头总站。同时增加西乡三围码头总站、（三围码头方向单边：西乡奋达科技）、（布吉联检站方向单边：华丰第一工业区）、固戍地铁站、联升购物广场、华万工业园、银田工业区、西乡客运站六对及两个单边公交停靠站。取消恒生医院总站和泰华阳光海两对公交停靠站，全程票价由￥6元升至￥7元。

## 资料来源
1. ↑  http://city.sz.net.cn/besttone/haobai/2010-05/04/content_2342947.htm%5B%5D 高峰专线27开通
2. ↑  http://3g.nddaily.com/t2/news/detail.aspx?nid=580784&cid=1041&sid=1042&sec=nd96&ver=&uid=&ucd=&city=%5B%5D 明日新开六公交线